# هل اسمیت (هنرپیشه)
هل اسمیت (انگلیسی: Hal Smith؛ ۲۴ اوت ۱۹۱۶ – ۲۸ ژانویهٔ ۱۹۹۴) یک هنرپیشه، و صدا پیشه اهل ایالات متحده آمریکا بود.

## فیلم‌شناسی
از فیلم‌ها یا برنامه‌های تلویزیونی که وی در آن نقش داشته است می‌توان به once upon a girl و نفت خام اوکلاهما اشاره کرد.